# Maria Miccoli
Maria Miccoli (Trieste, 29 giugno 1995) è una cestista italiana.
Ala di 183 cm, ha giocato in Serie A1 con Trieste, Orvieto, Lucca, Ragusa, Vigarano e Venezia.

## Palmarès
Supercoppa italiana: 1
Reyer Venezia: 2024